# Stygnomma
Stygnommatidae
Famille
Genre
Synonymes
- Zygobunus Chamberlin, 1925
- Stygnommatiplus Roewer, 1928
- Poascola Roewer, 1933
- Antagona Goodnight & Goodnight, 1942
- Citranus Goodnight & Goodnight, 1942
- Rula Goodnight & Goodnight, 1942
- Flaccus Goodnight & Goodnight, 1947

Stygnomma, unique représentant de la famille des Stygnommatidae, est un genre d'opilions laniatores.

## Distribution
Les espèces de ce genre se rencontrent du Mexique au Venezuela et de la Floride à l'Équateur.

## Liste des espèces
Selon World Catalogue of Opiliones (28/09/2024) :
- Stygnomma annulipes (Goodnight & Goodnight, 1947)
- Stygnomma armatum Petrunkevitch, 1925
- Stygnomma barronum (Chamberlin, 1925)
- Stygnomma batatalense González-Sponga, 2005
- Stygnomma belizense Goodnight & Goodnight, 1977
- Stygnomma bispinatum Goodnight & Goodnight, 1953
- Stygnomma cubiroense González-Sponga, 2005
- Stygnomma delicatulum Rambla, 1976
- Stygnomma fiskei Rambla, 1969
- Stygnomma fuentesi González-Sponga, 2005
- Stygnomma fuhrmanni Roewer, 1912
- Stygnomma furvum González-Sponga, 1987
- Stygnomma gracilitibiae González-Sponga, 1987
- Stygnomma granulosum (Goodnight & Goodnight, 1947)
- Stygnomma jajoense González-Sponga, 2005
- Stygnomma joannae Rambla, 1976
- Stygnomma larense González-Sponga, 1987
- Stygnomma leleupi Rambla, 1976
- Stygnomma macrochelae González-Sponga, 2005
- Stygnomma monagasiense Avram & Soares, 1981
- Stygnomma ornatum González-Sponga, 1987
- Stygnomma planum Goodnight & Goodnight, 1953
- Stygnomma purpureum González-Sponga, 1987
- Stygnomma reimoseri (Roewer, 1933)
- Stygnomma rufum Petrunkevitch, 1925
- Stygnomma salmeronense González-Sponga, 2005
- Stygnomma solisitiens González-Sponga, 1987
- Stygnomma spiniferum (Packard, 1888)
- Stygnomma spinipalpe Goodnight & Goodnight, 1953
- Stygnomma spinula (Goodnight & Goodnight, 1942)
- Stygnomma teapense Goodnight & Goodnight, 1951
- Stygnomma toledense Goodnight & Goodnight, 1977
- Stygnomma truxillense González-Sponga, 1987
- Stygnomma tuberculatum Goodnight & Goodnight, 1973

## Systématique et taxinomie
Ce genre a été décrit par Roewer en 1912 dans les Phalangodidae. Il est placé dans les Stygnommatidae par Mello-Leitão en 1949, dans les Phalangodidae par Goodnight et Goodnight en 1951 puis dans les Stygnommatidae par Kury en 2003.
Zygobunus, Stygnommatiplus, Poascola, Antagona, Citranus, Rula et Flaccus ont été placés en synonymie par Goodnight et Goodnight en 1951.
Cette famille a été décrite par Roewer en 1923 comme une sous-famille des Phalangodidae. Elle est élevée au rang de famille par Mello-Leitão en 1949. Elle est placée en synonymie avec les Phalangodidae par Goodnight et Goodnight en 1951. Elle est élevée au rang de famille par Kury en 2003.

## Publications originales
- Roewer, 1912 : « Beitrag zur Kenntnis der Weberknechte Kolumbiens. Voyage d'exploration scientifique en Colombie. » Mémoires de la Société neuchâteloise des Sciences naturelles, vol. 5, no 2, p. 139–159 (texte intégral).
- Roewer, 1923 : Die Weberknechte der Erde. Systematische Bearbeitung der bisher bekannten Opiliones. Gustav Fischer, Jena, p. 1-1116 (texte intégral).